# Foki
Naomi Soirak Eriksson (tidigare Anchisa Soirak Wallström, mer känd under namnet Foki), född 17 oktober 1991 i Khon Kaen i Thailand, är en thailändsk-svensk före detta bloggare. Fokis blogg handlade om hennes vardagsliv, och inkluderade dessutom mode, mat och resor.

## Biografi
Foki flyttade till Jokkmokk från Thailand när hon var 8 år gammal.
Foki började blogga i början av 2009 och blev snabbt populär i bloggosfären och skrev om en blandning av söta saker och mode, med mycket japanska influenser. Under gymnasiet studerade Foki naturvetenskapliga linjen i Umeå, och tog studenten sommaren 2010. Under en period flyttade Foki till Bangkok för att bo och arbeta med sin webbshop Fokiwa som sålde kläder, smink och accessoarer.

## Karriär
År 2009 fick Foki tre priser på Vecko-Revyns Blog Awards; årets bloggare, årets nykomling och årets mest originella blogg.
Hon har medverkat i Bella & Tyra Show och i en reklam för Breda linjen, och hon har även spelat in ett avsnitt av Fångarna på Fortet tillsammans med bland andra Blondinbella. Foki har även varit modell för bland annat Cocoo och Bubbleroom.se.
I början av 2012 lanserades Fokis egen webbshop, Fokiwa. Namnet är en sammansättning av Foki och de två första bokstäverna i hennes styvfars efternamn "Wallström". Klädmärket var planerat att lanseras i juni 2011 men blev försenat.
Oktober 2014 spelade Foki in en musikvideo med Mohombi.
Efter att ha lagt ner bloggen arbetar Foki, 2024, med event- och marknadsföringsuppdrag.